# Elisa Uga
Elisa Uga est une épéiste italienne née le 17 avril 1968 à Verceil.

## Carrière
L'épéiste italienne concourt aux Jeux olympiques d'été de 1996 à Atlanta ; elle est médaillée d'argent olympique dans l'épreuve d'épée par équipe avec Laura Chiesa et Margherita Zalaffi et se classe quatorzième de l'épreuve individuelle d'épée.